# Cucurpe
Cucurpe este un municipiu în statul Sonora, Mexic.